# ديبيلتووفو
ديبيلتووفو (بالبلغارية: Дебелцово)‏ قرية تقع إدارياً ضمن Sevlievo ‏ في بلغاريا. ويبلغ عدد سكانها 2 نسمة حسب تعداد 15 مارس 2015. تعتمد ديبيلتووفو للبريد على الرمز البريدي 5435.